# Analista tributário da Receita Federal do Brasil

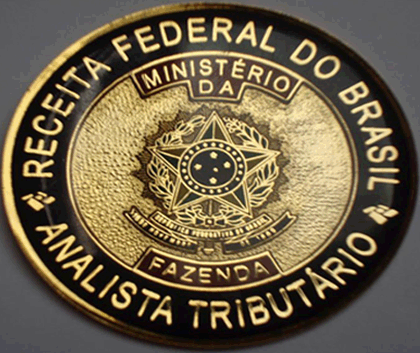
Distintivo de Analista-Tributário da Receita Federal do Brasil.

Analista-Tributário da Receita Federal do Brasil (ATRFB) é um cargo de nível superior integrante da Carreira Tributária e Aduaneira da Receita Federal do Brasil. Possui entre suas atribuições a incumbência de exercer atividades de natureza técnica, acessórias ou preparatórias ao exercício das atribuições privativas do Auditor-Fiscal da Receita Federal do Brasil, bem como atuar no exame de matérias e processos administrativos, ressalvada a competência do Auditor-Fiscal para elaborar e proferir decisões em matéria tributária. Presta, assim, relevante serviço à Administração Tributária e Aduaneira da União, com a execução de atividades especializadas visando conferir apoio operacional às atribuições da Secretaria da Receita Federal do Brasil e suas autoridades. Por força de norma infralegal, possui a preferência na escolha para exercer o encargo de chefe de unidades de atendimento aos contribuintes (Agências e Centros de Atendimento).

## Histórico
O embrião para a criação do cargo que viria a se tornar o atual Analista-Tributário da Receita Federal do Brasil teve origem na estruturação do Grupo Tributação, Arrecadação e Fiscalização, em 16/10/1973, agregando em cinco categorias funcionais de nível superior diversos cargos dotados de poder fiscalizatório e arrecadador, anteriormente espalhados pela Administração Federal.
Com o intuito de prover ao Grupo Tributação, Arrecadação e Fiscalização um profissional de nível médio voltado ao apoio operacional aos encargos específicos afetos ao Ministério da Fazenda, foi criada e incluída ao grupo, em 24/06/1982, a categoria funcional de Técnico de Atividades Tributárias (TAT). Menos de três anos depois, em 10/01/1985, foi criada a Carreira Auditoria do Tesouro Nacional, transpondo a categoria de Técnico de Atividades Tributárias para o cargo de Técnico do Tesouro Nacional (TTN).
Em 06/12/2002, houve a mudança de nomenclatura do cargo de Técnico do Tesouro Nacional, que passou a denominar-se Técnico da Receita Federal (TRF), integrante da Carreira Auditoria da Receita Federal (ARF). O requisito de ingresso para o atual Técnico da Receita Federal passou a ser diploma de nível superior, em substituição à exigência anterior de certificado de conclusão de curso de ensino médio.
Por último, em 16/03/2007, houve a fusão das Carreiras de Auditoria da Receita Federal e Auditoria-Fiscal da Previdência Social, resultando na Carreira de Auditoria da Receita Federal do Brasil. Com isso, houve a transformação dos cargos de Técnico da Receita Federal em Analistas-Tributários da Receita Federal do Brasil (ATRFB).

## Ingresso
Para o ingresso no cargo de Analista-Tributário da Receita Federal do Brasil, exige-se diploma de curso universitário concluído, em nível de graduação. Como a lei não restringe o acesso aos cargos a determinadas graduações, existe na Carreira Tributária e Aduaneira da Receita Federal do Brasil uma multiplicidade de formações profissionais que a enriquece, resultando no reconhecimento do quadro técnico da Receita Federal como um dos mais competentes do serviço público federal.
A seleção se dá por meio de concurso público, composto por provas objetivas e dissertativas que exigem um vasto conhecimento das mais diversas disciplinas. No último concurso para Analista-Tributário, realizado em 2012, as matérias exigidas foram: Língua Portuguesa, Espanhol ou Inglês, Raciocínio Lógico-Quantitativo, Direito Constitucional e Administrativo, Administração Geral, Direito Tributário e Previdenciário, Contabilidade Geral e Legislação Tributária e Aduaneira. Seleções anteriores envolveram outras disciplinas, como Direito Internacional Público, Comércio Internacional e Administração Financeira e Orçamentária.

## Atribuições
Conforme a legislação de regência, incumbe aos Analistas-Tributários da Receita Federal do Brasil:
- Exercer atividades de natureza técnica, acessórias ou preparatórias ao exercício das atribuições privativas dos Auditores-Fiscais da Receita Federal do Brasil;
- Atuar no exame de matérias e processos administrativos, ressalvada a competência dos Auditores-Fiscais para elaborar e proferir decisões em matéria tributária;
- Exercer, em caráter geral e concorrente, as demais atividades inerentes às competências da Secretaria da Receita Federal do Brasil.

A fim de regulamentar quais seriam as demais atividades inerentes às competências da Receita Federal, o Poder Executivo editou decreto prevendo mais um rol de competências, compartilhadas entre os cargos de Analista-Tributário e Auditor-Fiscal. São elas:
- Lavrar termo de revelia e de perempção;
- Analisar o desempenho e efetuar a previsão da arrecadação;
- Analisar pedido de retificação de documento de arrecadação;
- Executar atividades pertinentes às áreas de programação e de execução orçamentária e financeira, contabilidade, licitação e contratos, material, patrimônio, recursos humanos e serviços gerais;
- Executar atividades na área de informática, inclusive as relativas à prospecção, avaliação, internalização e disseminação de novas tecnologias e metodologias;
- Executar procedimentos que garantam a integridade, a segurança e o acesso aos dados e às informações da Secretaria da Receita Federal do Brasil;
- Atuar nas auditorias internas das atividades dos sistemas operacionais da Secretaria da Receita Federal do Brasil;
- Integrar comissão de processo administrativo disciplinar.